# Атпара (подокруг)
Атпара (бенг. আতপাড়া, англ. Atpara) — подокруг на северо-востоке Бангладеш в составе округа Нетрокона. Образован в 1926 году. Административный центр — город Атпара. Площадь подокруга — 195,13 км². По данным переписи 1991 года численность населения подокруга составляла 120 491 человек. Плотность населения равнялась 617 чел. на 1 км². Уровень грамотности населения составлял 24 %. Религиозный состав: мусульмане — 97,08 %, индуисты — 2,78 %, прочие —  0,14 %.